# العلاقات الكاميرونية المالديفية
العلاقات الكاميرونية المالديفية هي العلاقات الثنائية التي تجمع بين الكاميرون والمالديف.

## مقارنة بين البلدين
هذه مقارنة عامة ومرجعية للدولتين:
| وجه المقارنة                                              | الكاميرون                      | المالديف       |
| --------------------------------------------------------- | ------------------------------ | -------------- |
| المساحة (كم2)                                             | 475.44 ألف                     | 298            |
| عدد السكان (نسمة)                                         | 24.05 مليون                    | 436.33 ألف     |
| الكثافة السكانية (ن./كم²)                                 | 50.58                          | 146.42 ألف     |
| العاصمة                                                   | ياوندي                         | ماليه          |
| اللغة الرسمية                                             | لغة فرنسية، لغة إنجليزية       | اللغة الديفهي  |
| العملة                                                    | فرنك وسط أفريقي                | روفيه مالديفية |
| الناتج المحلي الإجمالي (بليون دولار)                      | 34.80 مليار                    | 4.60 مليار     |
| الناتج المحلي الإجمالي (تعادل القوة الشرائية) بليون دولار | 72.72 مليار                    | 5.23 مليار     |
| الناتج المحلي الإجمالي الاسمي للفرد دولار أمريكي          | 1.22 ألف                       | 8.39 ألف       |
| الناتج المحلي الإجمالي للفرد دولار أمريكي                 | 2.97 ألف                       | 12.53 ألف      |
| مؤشر التنمية البشرية                                      | 0.512                          | 0.706          |
| رمز المكالمات الدولي                                      | +237                           | +960           |
| رمز الإنترنت                                              | .cm                            | .mv            |
| المنطقة الزمنية                                           | توقيت غرب أفريقيا، ت ع م+01:00 | ت ع م+05:00    |

## منظمات دولية مشتركة
يشترك البلدان في عضوية مجموعة من المنظمات الدولية، منها:
| علم المنظمة | اسم المنظمة                        | تاريخ انضمام الكاميرون | تاريخ انضمام المالديف |
| ----------- | ---------------------------------- | ---------------------- | --------------------- |
|             | مؤسسة التنمية الدولية              | 10 أبريل 1964          | 13 يناير 1978         |
|             | يونسكو                             | 11 نوفمبر 1960         | 18 يوليو 1980         |
|             | وكالة ضمان الاستثمار متعدد الأطراف | 7 أكتوبر 1988          | 19 مايو 2005          |
|             | الأمم المتحدة                      | 20 سبتمبر 1960         | 21 سبتمبر 1965        |
|             | دول الكومنولث                      | ?                      | ?                     |
|             | الاتحاد البريدي العالمي            | ?                      | ?                     |
|             | البنك الدولي للإنشاء والتعمير      | 10 يوليو 1963          | 13 يناير 1978         |
|             | منظمة التعاون الإسلامي             | ?                      | ?                     |
|             | منظمة حظر الأسلحة الكيميائية       | ?                      | ?                     |
|             | مؤسسة التمويل الدولية              | 1 أكتوبر 1974          | 2 فبراير 1983         |
|             | الاتحاد الدولي للاتصالات           | 22 ديسمبر 1960         | 28 فبراير 1967        |
|             | منظمة التجارة العالمية             | ?                      | ?                     |
|             | منظمة الشرطة الجنائية الدولية      | ?                      | ?                     |

## وصلات خارجية
- موقع وزارة الخارجية الكاميرونية
- موقع وزارة الخارجية المالديفية